# Vila Assunção
Vila Assunção es un barrio de la ciudad de Porto Alegre, Brasil. Fue creado por la Ley 2,022 del 7 de diciembre de 1959. Es uno de los barrios que se ubican a orillas del lago Guaíba